# Jerzy Franciszek Kulczycki

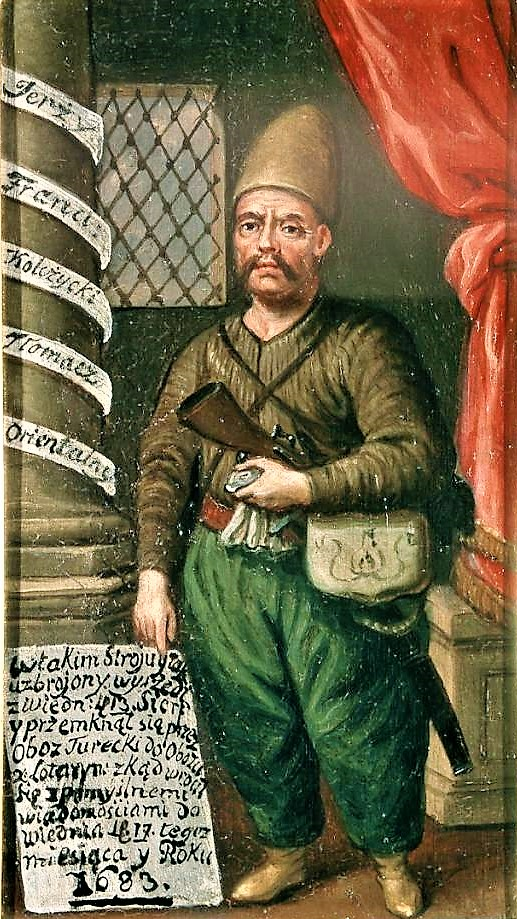

Jerzy Franciszek Kulczycki (tedesco: Georg Franz Kolschitzky, ucraino: Юрій-Франц Кульчицький, Jurij Franc Kul'čyc'kyj; ca 1640 – Vienna, 19 febbraio 1694) è stato un diplomatico, nobile e imprenditore polacco.

## Ipotesi di origine
Come scrive il ricercatore polacco Zygmunt Abragamowych (Dizionario biografico polacco, 1970), ci sono pochi documenti e fonti su Yuriy Kulchytskyi, motivo per cui la sua origine etnica è stata oggetto di controversia.
Il ricercatore ucraino O. Hrytsai afferma di essere ortodosso, poiché come zaporizhiano prese parte alla campagna contro gli ottomani e fu catturato.
Ivan Nimchuk: "Era un ucraino ortodosso, e vivono ancora oggi i discendenti della sua famiglia, che portano il predicato: Shelestovych. [Proveniva da] un nobile villaggio, famoso per aver prodotto molti intellettuali ucraini coscienti di Kulchytskyi... Kulchytskyi-Sasy fino alla fine del XVII secolo. rimase nell 'Ortodossia"
Secondo le pubblicazioni pubblicate durante la vita di Yuriy Kulchytskyi, lui, secondo lui, "era un polacco nativo ... della libera città reale polacca di Sambor". Il suo secondo nome, non utilizzato dagli ortodossi e dai greco-cattolici, indica la sua appartenenza alla comune famiglia nobiliare ruteno dello stemma Sas di rito cattolico.
Ricercatori austriaci e ungheresi (in particolare E. Paluchi) affermarono che si trattava di un serbo, Dzuro Kolcic (Kolcsics) di Zombor, e l'affermazione di appartenenza alla nobiltà della Confederazione polacco-lituana aveva lo scopo di evitare le repressioni subite dai Serbi (nel 1678 lui, immigrato dalla Serbia, fu minacciato di espulsione da Vienna insieme ai mercanti serbi qui stabiliti, concorrenti locali, per accuse di spionaggio a favore degli ottomani).

## Biografia
Nacque intorno al 1640 nella famiglia di un nobile minore nel villaggio di Kulcchytsi-Shliahotski vicino a Sambor. Come scrisse lo stesso Kulchytsky nel suo libro autobiografico sulle sue avventure, suo padre si convertì dall'ortodossia al cattolicesimo a causa di varie circostanze
Nel 1648-1652 studiò alla scuola ecclesiastica di Sambir. Secondo la leggenda, andò a Sich da giovane, durante una delle campagne fu catturato dagli ottomani, dove studiò a fondo la lingua e le usanze ottomane (in particolare l'usanza di bere il caffè). Secondo un'altra versione, non è mai stato un cosacco e non ha mai prestato servizio nell'esercito.
Secondo una delle leggende, in gioventù soffriva di continue emicranie mentre studiava, dalle quali un guaritore orientale lo salvò dandogli del caffè.
Era un poliglotta: conosceva il polacco, il ruteno, l'ottomano, l'ungherese, il serbo, il rumeno e il tedesco.
Intorno al 1673-1678 lavorò come traduttore per la filiale di Belgrado della Compagnia commerciale orientale di Vienna (Orientalische Handelskompagnie). Essendo diventato ricco con questa posizione, si trasferì a Leopoldstadt vicino a Vienna, e presto a Vienna stessa, dove aprì la propria società commerciale. Beni orientali scambiati: tappeti, seta, perle e gioielli.
Nel 1678 lasciò le sue attività commerciali e divenne corriere austriaco esterno tra la monarchia asburgica e l'impero ottomano. Durante la guerra con gli Ottomani nel 1684, firmato come "Corriere della Corte Imperiale in Turchia".